# Levi Strauss
Levi Strauss (Buttenheim, 26 de fevereiro de 1829 – San Francisco, 26 de setembro de 1902) foi um industrial teuto-americano, inventor da blue jeans (calça Levi's) e fundador da empresa Levi Strauss & Co..

## Vida
Nascido numa família judaica em um pequeno vilarejo da Baviera (Alemanha) hoje região da República Federal da Alemanha, com o nome Löb Strauß (também grafado, por conversão alfabética, como Loeb Strauss), era filho entre sete irmãos. Seu pai, um pobre vendedor-ambulante, morreu em 1846 de tuberculose quando Löb tinha apenas dezesseis anos. Um ano depois, em 1847, a mãe Rebecca Strauß decidiu emigrar com três dos seus filhos mais novos para os Estados Unidos, seguindo os dois filhos mais velhos. Estes dois irmãos, Jonas e Louis Löb, já moravam há alguns anos em Nova Iorque como comerciantes para produtos têxteis.
Löb Strauß naturalizou-se americano em 1853, mudando seu nome para Levi Strauss.

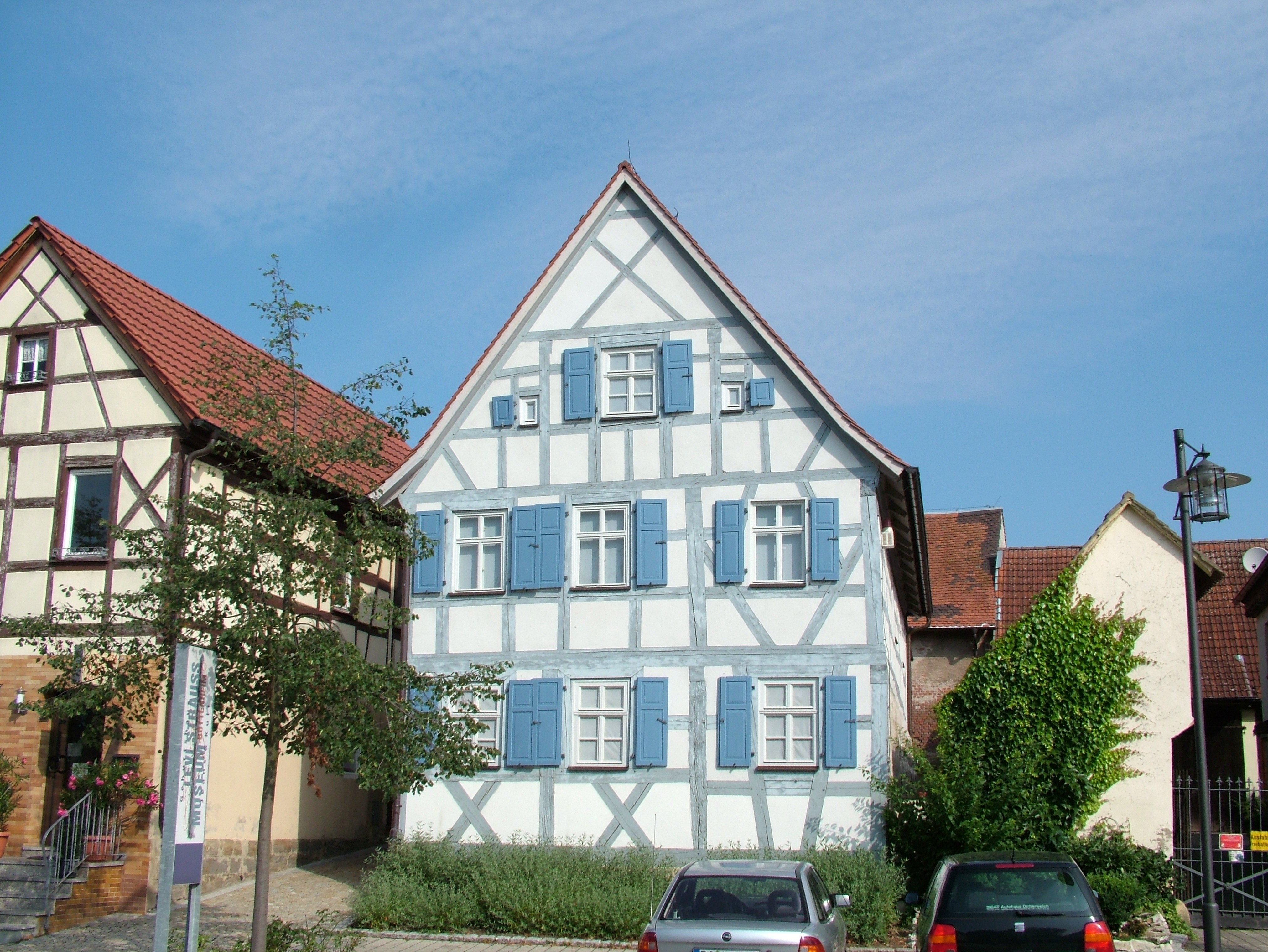
Casa de nascimento de Levi Strauss em Buttenheim

Seus primeiros anos em Nova Iorque, ele passou trabalhando na loja dos seus irmãos mais velhos. Com as primeiras notícias sobre as descobertas de ouro na Califórnia, decidiu abrir em San Francisco uma loja de tecidos e roupas em 1853, junto com seu cunhado David Stern, fundando assim aquela que viria a se tornar a famosa empresa Levi Strauss & Company.
Em 1872 o costureiro Jacob Davis de Reno (Nevada) propõe a Levi Strauss a ideia de reforçar as costuras das calças usadas pelos mineiros com rebites. O sucesso de venda dessas calças foi tão grande que Strauss e Davis decidiram requerer a patente do produto. O dia 20 de maio de 1873 marca o início da história de sucesso da calça jeans, pois nesse dia foi concedido a United States patent no. 139121 para os assim chamados Waist-Overalls, reforçados com rebites de cobre.
Levi Strauss morreu em 26 de setembro de 1902, na sua casa em San Francisco, na qual morava com a família da sua irmã Fanny, deixando para seus sobrinhos Jacob, Louis, Abraham e Sigmund Stern a Levi Strauss & Company. Seu túmulo encontra-se no cemitério Hills of Eternity em Colma, ao sul de San Francisco.